# Пертинакс Цезар
Пертинакс Цезар или Публий Хелвий Пертинакс (на латински: Pertinax Caesar; Publius Helvius Pertinax; * 180; † 212, Рим) e син на римския император Пертинакс и Флавия Тициана.

## Биография
Произлиза от фамилията Хелвии. Внук е на Публий Хелвий Сукцес (Successus). По майчина линия е внук на сенатора Тит Флавий Сулпициан суфектконсул 170 г.) и на Флавия Тициана. Има една сестра.
Баща му Публий Хелвий Пертинакс става римски император на 1 януари 193 г. Римският Сенат дава на Младия Пертинакс титлата Цезар, с което той става наследник на трона и сърегент. Император Пертинакс отказва титлата Цезар за малолетния си син, въпреки това той е признат за Цезар от източните провинции. В Александрия му секат монети.
Баща му е убит на 28 март 193 г. от бунтуващи се войници. Младият Пертинакс остава жив. Септимий Север го прави Фламин (flamini; sacerdoti) за обожествения си баща. При император Каракала Пертинакс е на 32 години и суфектконсул през 212? г. Понеже дал двусмисленото име Geticus Maximus на убития Гета е убит по нареждане на Каракала.